# Студийский монастырь

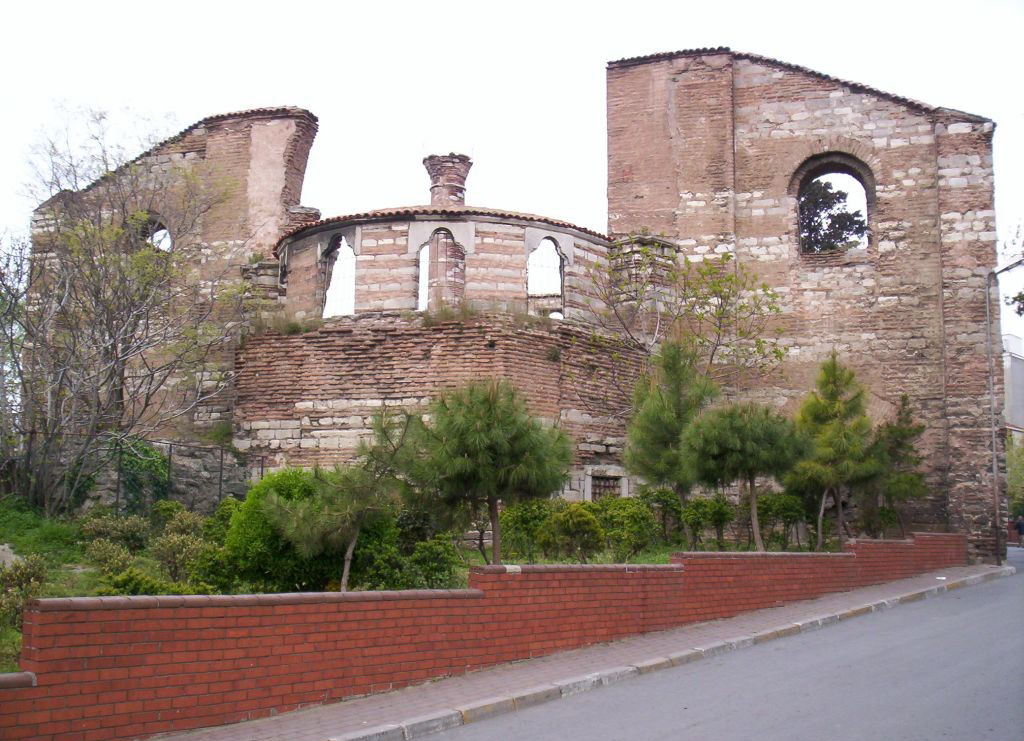
Развалины монастыря в современном Стамбуле.

Студи́йский монасты́рь (греч. Μονή Στουδίου) — самый значительный монастырь средневекового Константинополя. Основан у берега Мраморного моря византийским патрикием (и бывшим консулом) Флавием Студием в 462 году. В 465 году в монастырь переселилась часть общины акимитов (неусыпающих). Во время смут и ересей студийские монахи были известны своей приверженностью православию, за что были изгнаны из Константинополя иконоборцем Константином V. Сопротивление иконоборчеству продолжили игумен Савва (деятельный участник Никейского собора 787 г.) и его преемник св. Феодор Студит. Тогда в монастыре был разработан устав, принятый впоследствии Афоном и другими православными обителями по всему миру и названный студийским. Влияние монастыря на жизнь церкви было таково, что три студийских монаха закончили жизнь патриархами, а императоры Михаил V, Михаил VII и Исаак I приняли схиму в этой обители. Есть мнение о том, что в лучшие годы число братии достигало семисот насельников.
 
Студийский монастырь подвергся разрушению при разграблении Константинополя крестоносцами в 1204 году и при взятии города турками в 1453 году. Конюший Баязида II превратил соборный храм Иоанна Предтечи (который восходит ещё к V веку) в мечеть Имрахор (то есть «мечеть конюшего»), но это не спасло его от разрушения пожарами 1782 и 1920 годы. Землетрясение 1894 года довершило разрушение студийских построек. В 1895—1914 годы на территории монастыря действовал Русский археологический институт под руководством профессора Фёдора Успенского.

## Описание
Студиты впервые доказали свою преданность православной вере во время раскола Акакия (484—519); они также оставались верными во время иконоборческих споров в восьмом и девятом веках. Они были изгнаны из монастыря и города императором Константином V (741—775); однако после его смерти некоторые из них вернулись. Игумен Савва Студит ревностно защищал православное учение от иконоборцев на Втором Никейском соборе (787). Его преемником стал Феодор Студит, которому монастырь обязан большей частью своей славы и который особенно способствовал академическому и духовному изучению. При правлении Феодора монахи также несколько раз подвергались преследованиям и изгонялись, некоторые из них были преданы смерти. Ученик Феодора, Навкратий, восстановил порядок после того, как иконоборческий спор подошёл к концу. Игумен Николай (848—845 и 855—858) осмелился перечить патриарху Фотию, за что подвергся заточению в собственной келье. Ему наследовали пять настоятелей, которые признали патриарха. В это время блестящий период Студийского монастыря подошёл к концу. В середине XI века, во времена правления игумена Симеона, монах по имени Никита Стифат, ученик Симеона Нового Богослова, подверг критике некоторые обычаи латинской церкви в двух книгах, которые он написал об употреблении опресноков, субботе и браке священников.
Что касается интеллектуальной жизни монастыря в других направлениях, то он особенно знаменит своей знаменитой школой каллиграфии, основанной Феодором. Культивировалось искусство иллюминирования рукописей, и многие блестящие изделия монастырского скриптория в настоящее время находятся в Венеции, Ватикане, Москве (например, Хлудовская псалтырь). Богато иллюстрированная Псалтирь Феодора, созданная в монастыре в 1066 году, ныне находится в Лондоне (в Британской библиотеке). Из древнерусских паломников описания монастыря оставили Антоний Новгородский (ок. 1200) и Стефан Новгородец (ок. 1350).
В восьмом и одиннадцатом веках монастырь был центром византийской религиозной поэзии; ряд гимнов до сих пор используются в православной церкви. Помимо Феодора и Никиты, известен ряд других писателей-богословов.
В 1204 году монастырь был разрушен крестоносцами и полностью восстановлен только в 1290 году Константином Палеологом. Русские паломники Антоний (ок. 1200) и Стефан Новгородец (ок. 1350) были поражены размерами монастырской территории. Считается, что в то время в монастыре укрывалось до 700 монахов. Большая часть монастыря была вновь разрушена, когда турки завоевали Константинополь в 1453 году.
В феврале 2013 года храм был передан для реконструирования в мечеть.

## Известные настоятели
- Флавий Студий (462 — ?), основатель, римский консул 454 года
- Афинодор, упомянут в 472 году в составе делегации Акакия, Патриарха Константинопольского (472—489) к аскету Даниилу Столпнику
- (?) Иоанн, упоминается в 518 году в связи с конфликтом, возникшем вследствие отказа Тимофея I, Патриарха Константинопольского (511—518) подтвердить постановления Халкидонского собора
- Косьма, в 536 году участвует в соборе, созванном Миной, Патриархом Константинопольским (536—552)
- Савва Студит[англ.] (? — 796), один из деятельных участников Второго Никейского собора (787 год), противник иконоборчества
- Феодор Студит (796—818), реорганизовал монастырь, сослан
- Леонтий (818), сторонник иконоборчества
- Феодор Студит (818—826), второй раз
- Навкратий Студит (842—846/847/848)
- Николай Студит «Исповедник» (846/847/848—849/850), ученик Феодора
- Софроний (849/850—853), ученик Феодора
- Николай Студит «Исповедник» (853—857/858), второй раз
- Ахилла (858—862/863), впоследствии архиепископ Николии
- Феодосий (862/863—863/864)
- Евгений (4 месяца в 863/864)
- Феодор (II) Сантаварин (863/864—864/865), впоследствии архиепископ Евхаитский (880—886)
- Савва (II) из Каллистратии (864/865—867/868)
- Николай Студит «Исповедник» (867—868), третий раз
- Климент Студит «Песнописец» (ок. 868 — ?)
- Илларион
- Анатолий (880-е-890-е годы), упоминается в 894 году
- Аркадий, упоминается в 900 году
- Анатолий, упоминается в 916 году, возможно тождественен предыдущему Анатолию
- Антоний Студит (916—974), синкелл Патриарха Константинопольского, впоследствии Патриарх Константинопольский (974—978/979)
- Иоанн (II), свидетельства относятся к 960 и к 974 годам
- Пётр, свидетельство относится к 977 году
- Симеон Студит[англ.] «Благоговейный» (? — 986/987)
- Тимофей
- (?) Сергий Студит (? — 1001), впоследствии Патриарх Константинопольский (1001—1019)
- Николай (II), упоминается в марте 1010 года и в марте 1018 года
- Алексий Студит (? — декабрь 1025), впоследствии Патриарх Константинопольский (1025—1043)
- Михаил, упомянут в 1048 и 1066 годах
- Косьма, упомянут в 1075 году
- Никита Стифат (? — ок. 1090)
- Иоанн (III), в 1094 году один из свидетелей при примирении с синодом Льва, Митрополита Халкидонского
- Феофилакт, в 1159 год засвидетельствовал регистрацию устава (типикона), данного монастырю Святого Маманта
- Лукиан, упомянут в XIII веке
- Макарий Хумн (незадолго до 1374—1382), ставленник императора Иоанна V Палеолога
- Евфимий Студит[англ.] (ок. 1390—1410), протосинкелл (заместитель) Патриарха Константинопольского, впоследствии Патриарх Константинопольский (1410—1416)
- Игнатий, упомянут 24 декабря 1418 года
- Макарий (II), упоминается около 1425 года
- Иоасаф, в 1431—1433 годах был посланником в Рим к папе Евгению IV (1431—1447)
- Досифей (ок. 1440/1441-?), ставленник императора Иоанна VIII Палеолога, ранее Митрополит Монемвасийский, униат
- Феодор (III) (? — 1453), последний архимандрит и кафигумен монастыря, среди прочих иерархов Вселенской Церкви 12 декабря 1452 года был вынужден присутствовать на торжественном первом богослужении в храме Святой Софии по случаю объявления унии с Римской Церковью, при этом сам был категорическим противником этой унии